# Amphipogoneae
Amphipogoneae es una tribu de plantas herbáceas perteneciente a la familia de las poáceas.

## Géneros
- Amphipogon
- Diplopogon

## Observaciones
- A GRIN Taxonomy for Plants USDA clasificación de los géneros como:
  - Amphipogon: subfamilia Arundinoideae, tribu Arundineae 
  - Diplopogon: subfamilia Danthonioideae, tribu Danthonieae

- A Taxonomy Browser NCBI clasificación de los géneros de la subfamilia Arundinoideae, tribu Arundineae